# Literatura gallega del periodo intersecular
Cuando hablamos de literatura gallega del período intersecular, nos estamos refiriendo a la creación literaria producida durante el ocaso del siglo XIX y los albores del XX. 

## El período intersecular
Realmente, es bastante complicado delimitar cuando comienza la etapa intersecular y cuando finaliza el Rexurdimento, puesto que los movimientos literarios no desaparecen de la noche a la mañana, sino que precisan de un proceso de degradación. Normalmente, tenemos fechas de acontecimientos históricos que marcan el inicio simbólico de cada fase de las letras gallegas, pero no ocurre lo mismo en este caso. Además, no todos los géneros comenzarán el proceso de decaimiento al mismo tiempo (es más, el teatro apenas sufrió esta decedencia en esta época). 
Por este motivo, para no crear una interrupción artificial entre el teatro y la prosa del Rexurdimento y del período intersecular, nos remontaremos en el tratamiento de estos dos géneros al fin del Rexurdimento (en 1880 la narrativa, en 1882 la dramática). 
En el caso de la poesía, iniciaremos la literatura "entre dos siglos" en 1888, año de la publicación de O Divino Sainete, de Manuel Curros Enríquez, puesto que es la última obra poética publicada por uno de los tres grandes maestros del Rexurdimento.

## Contexto histórico

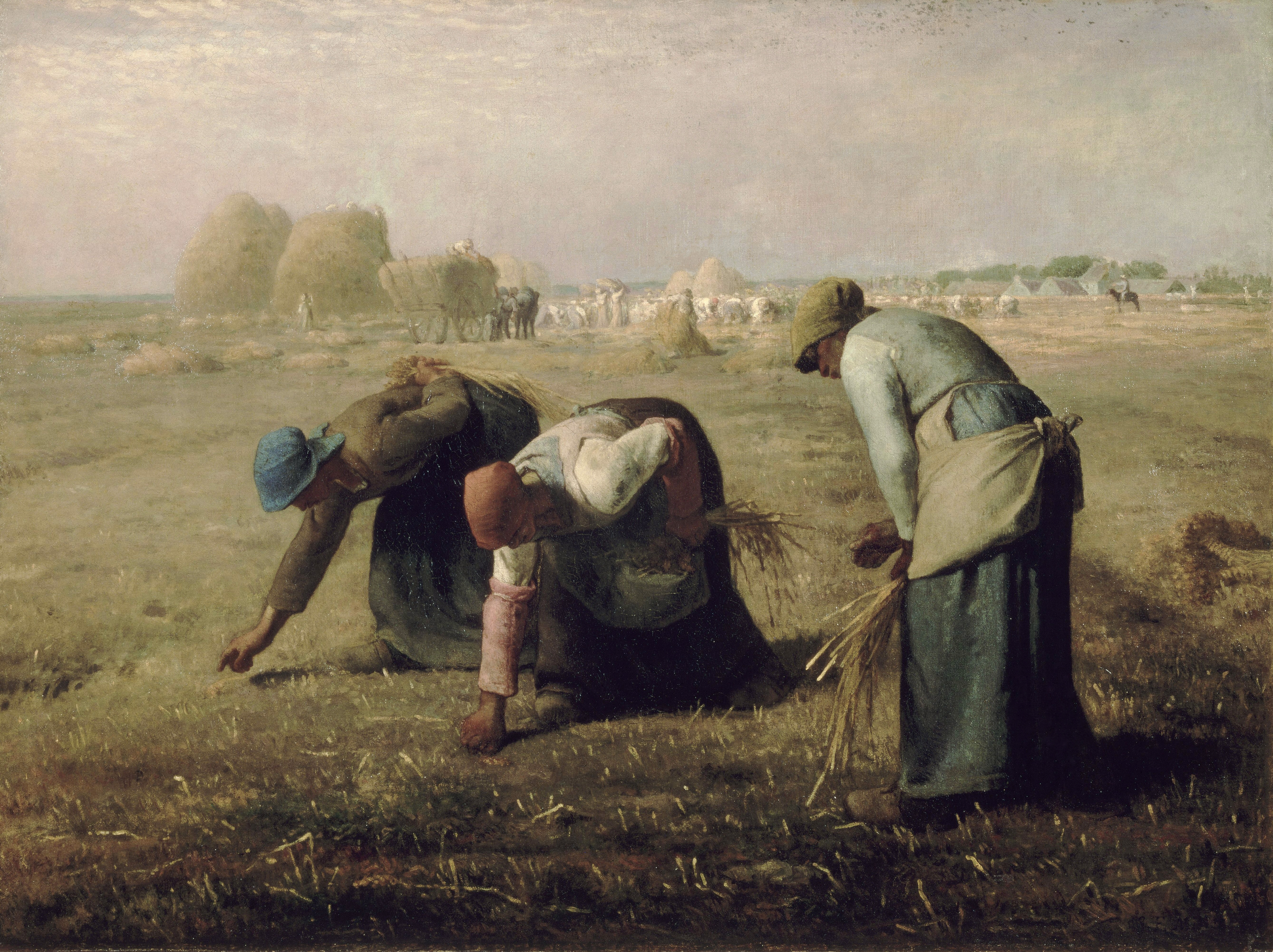
En el siglo XIX la mayoría de los gallegos eran labradores; en la imagen Las espigadoras de Millet

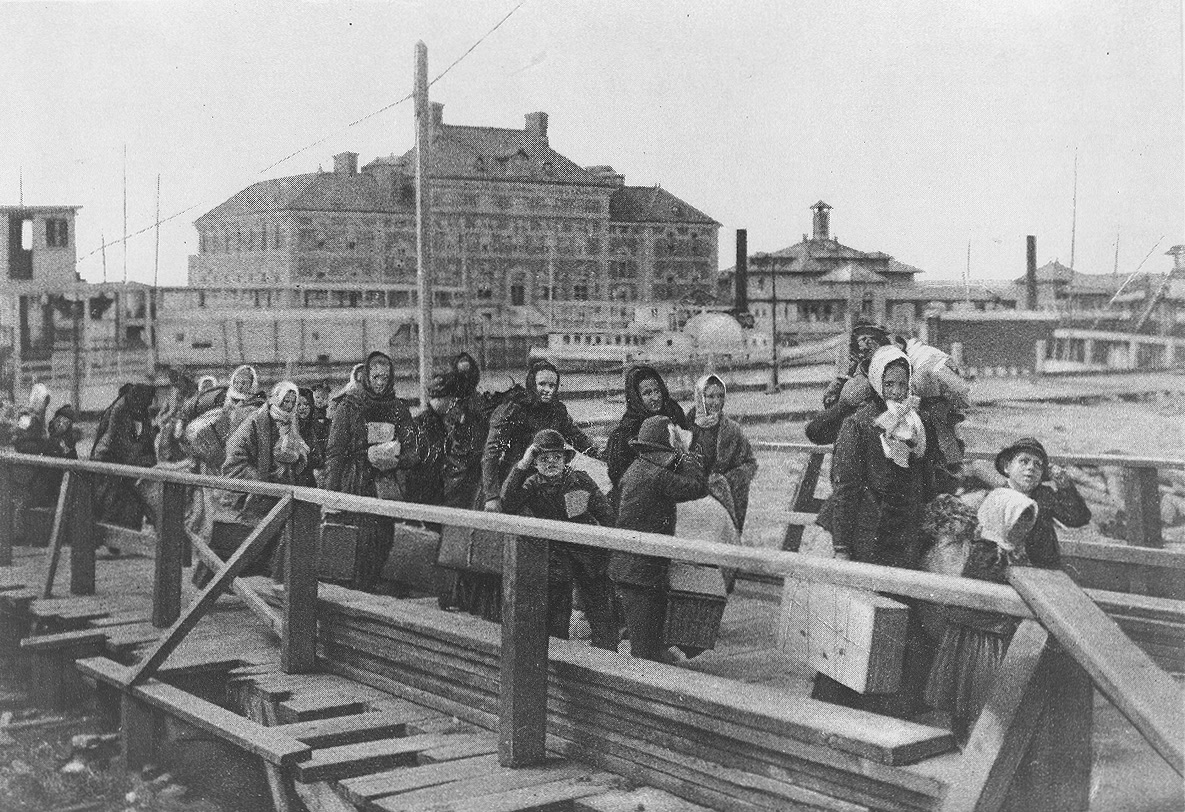
La emigración fue muy elevada en esta altura; en la imagen emigrantes desembarcando en Ellis Island en Nueva York en 1902

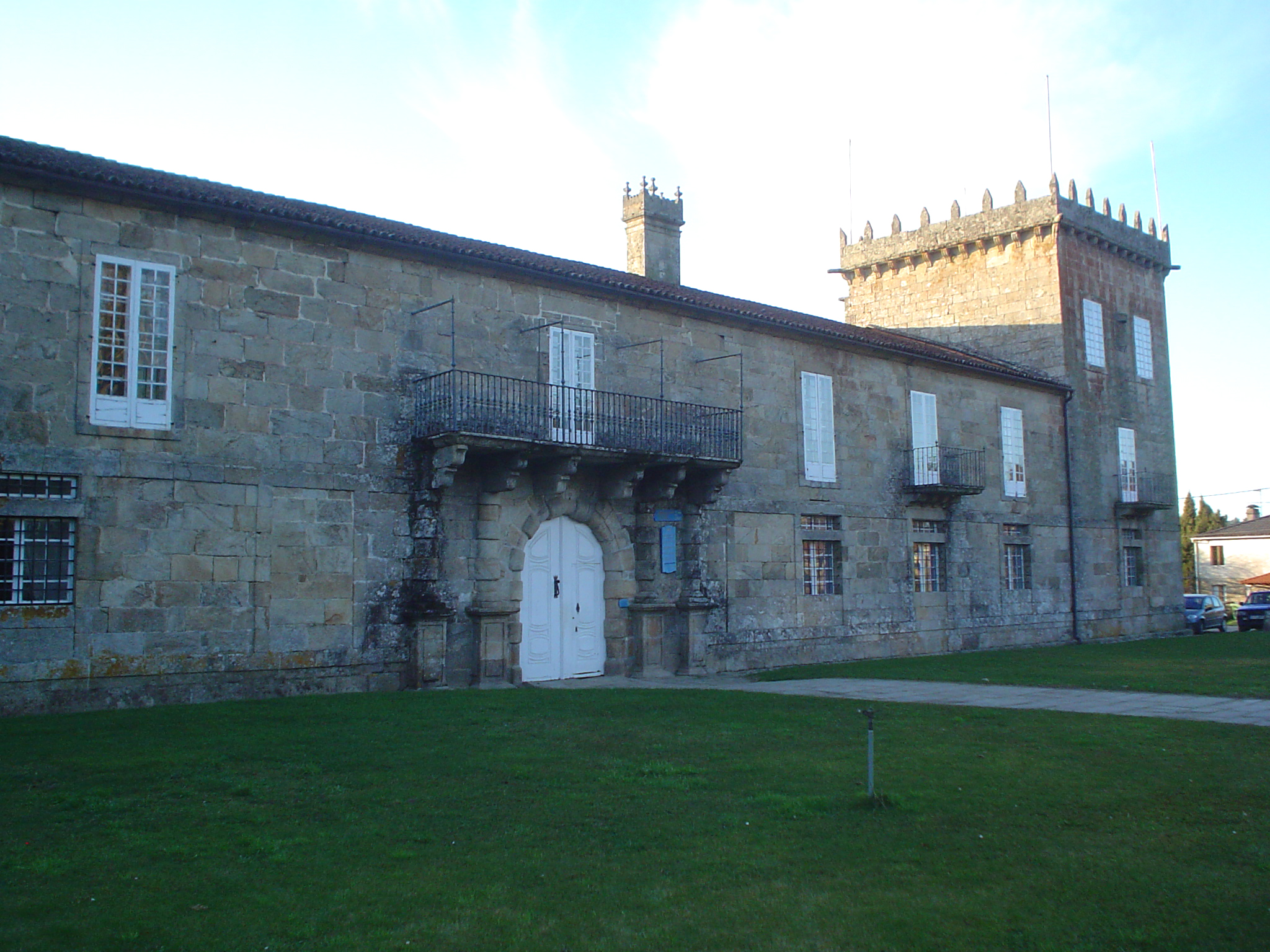
La hidalguía acostumbraba a vivir en los palacios, en la imagen el Palacio de Oca

La Galicia de fines del siglo continuaba a padecer el retraso económico de comienzos de esta centuria, lo cual provocó que se mantuviera (e incluso se incrementase) el índice de emigración. 
En lo tocante al campesinado, el final del siglo XIX y el principio del XX estuvo marcado por la crisis agraria finisecular, la cual viene derivada de la competencia del ganado americano que el ganado gallego comenzó a sufrir en esta época. 
Por otra parte, la estructura social va a estar marcada por la decadencia de la clase hidalga, la cual será genialmente narrada, ya andando el siglo XX, en las novelas históricas de Ramón Otero Pedrayo. Además, contaremos en este espacio de tiempo con una cierta "desruralización" de Galicia, puesto que tendremos un incremento del proceso mediante el cual la población rural va cambiando la "vida campestre" por la "vida urbana". 
En 1891, tendrán lugar los Juegos Florales de Tuy, en los cuales Manuel Murguía usará por primera vez a lengua gallega en un acto público (salvando la etapa medieval, claro, en la que el gallego era usado en todo tipo de actos). Pero estos Juegos Florales marcarán también el fin del auge de los Juegos Florales, eventos que se venían celebrando en Galicia desde 1861 y, alrededor de los cuales, había ido resurgiendo el sistema literario gallego. Y, si el idioma fue utilizado por vez primera en un acto público en 1891, en 1907 será empleado por primera vez en un discurso político impartido por Manuel Lugrís Fraile. 
Y será a partir de 1907 cuando surjan las Revoluciones Agrarias (o agrarismo), con la fundación del sindicato agrario Solidaridad Gallega. El religioso Basilio Álvarez va a ser la principal figura política de este movimiento y, Ramón Cabanillas, la literaria. El agrarismo pasará desde 1907 por varias fases (concretamente cuatro), y no finalizará hasta 1936, con el inicio de la Guerra Civil. 
Finalmente, debemos hacer referencia a la Primera Guerra Mundial, la cual se desarrolló entre 1914 y 1919. Pese a que España fue neutral en este conflicto bélico, y pese a que Galicia apenas recibió los beneficios obtenidos por el conjunto del Estado con motivo de esta guerra, la Primera Guerra Mundial tuvo fuertes repercusiones en Galicia, ya que frenó enormemente los índices de emigración.

## La poesía
Después del auge poético del Rexurdimento, el género lírico va a comenzar a sufrir una cierta decadencia en esta etapa. El número de publicaciones poéticas (y literarias) va a ir decreciendo progresivamente conforme nos acerquemos al siglo XX. Los poetas interseculares utilizarán y abusarán de los recursos y temáticas propias de los maestros de la literatura gallega del Rexurdimento (Rosalía de Castro, Manuel Curros Enríquez y Eduardo Pondal), incluso hasta el punto de llegar a agotarlos. 
Uno de los más destacados autores poéticos de esta etapa será Antonio Noriega Varela, quien tendrá relación personal e influencia literaria con otro de los grandes versificadores de este período: Manuel Fincas Pulpeiro. De hecho, según Ricardo Carvalho Calero, Noriega y Fincas repartieron el territorio a cantar cómo se fueran dos señores feudales, puesto que Fincas Pulpeiro será el cantor de la marina y, Noriega Varela, el de la montaña. En Noriega, por otra parte, hallaremos la influencia del saudosismo portugués y de escritores lusos cómo Teixeira de Pascoaes, Antero de Quental, Guerra Junqueiro o Eugénio de Castro. 

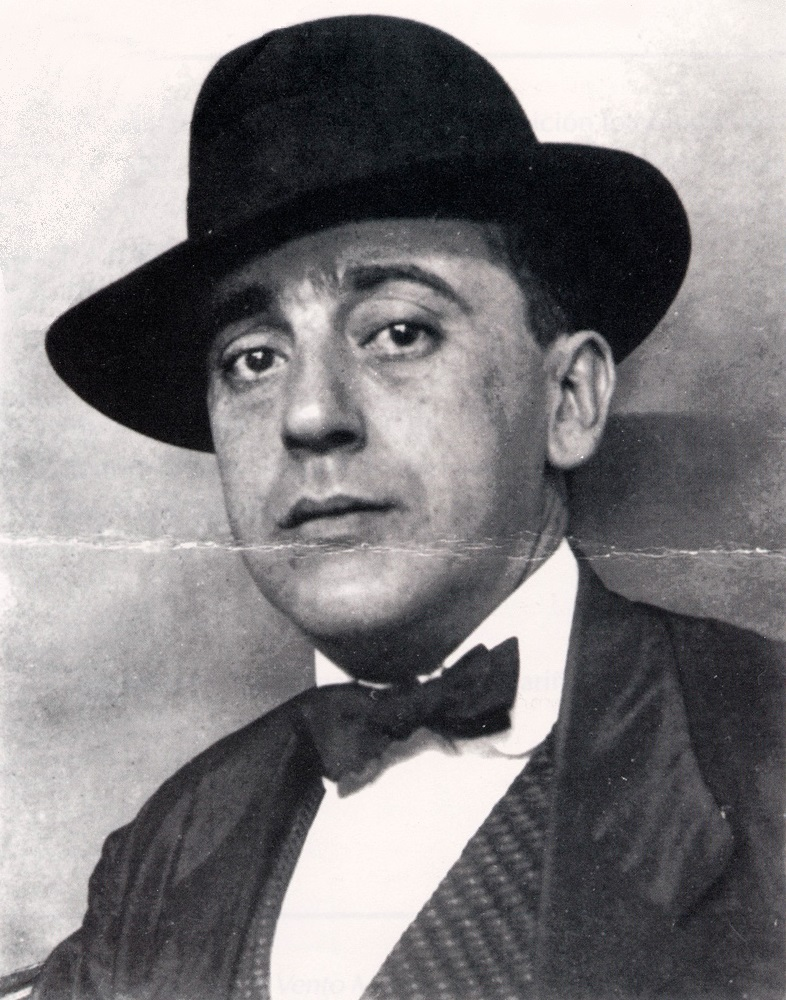
Ramón Cabanillas.

Pero, el gran creador lírico de esta época intersecular va a ser Ramón Cabanillas. Si bien es cierto que el "Poeta de la Raza" es encuadrado normalmente (y con bastante criterio) cómo uno de los grandes escritores de la época de las Irmandades da fala, no es menos verdadero que el versificador cambadés comenzó su carrera literaria en este período intersecular (su poemario No Desterro fecha de 1913, y Vento Mareiro fue publicado en 1915). Cabanillas será el renovador de la poesía (debido a su influencia del modernismo, corriente iniciada por el nicaragüense Rubén Darío), pero sin perder de vista la tradición anterior (sobre todo Rosalía de Castro). 
Finalmente, tenemos que decir que la poesía intersecular (ya más bien a comienzos del siglo XX), contará básicamente con tres líneas temáticas: 
- Tradicionalista: que continúa con la tradición poética del siglo XIX, tomando como modelos a Rosalía de Castro, Manuel Curros Enríquez y Eduardo Pondal.
- Presencia del modernismo: pese a que la literatura gallega no contó con una poesía propiamente modernista, sí encontramos la influencia de esta corriente en autores como Ramón Cabanillas, Antonio Noriega Varela, Antonio Rey Soto,...
- Antecesores del neotrovadorismo: pese a que tendió a decirse que la corriente neotrovadoresca nace en 1926, con el poema de Fermín Bouza-Brey Lelias ao teu ouvido, los antecedentes del neotrovadorismo se remontan al período intersecular, sobre todo a partir de una conferencia impartida por Manuel Murguía en 1905 y titulada Los trovadores gallegos. Ya en 1905 había publicado Eduardo Pondal el texto Ao xeito de Johan Zorro, poema de clara filiación neotrovadoresca. En 1911, uno de los grandes poetas del siglo XX catalán, Carles Riba, escribió en gallego Cantigas de Amor e de Amigo (aun así, la obra no se publicó hasta 1991. Y, 1916, el portugués António Lopes Vieira publicó en el diario lisboeta O Século el poema político (aunque utiliza recursos neotrovadorescos) titulado À Galiza, a modo de vello cantar. Ya fuera del período intersecular, en 1919, hallamos influencia neotrovadorescas en Xoán Vicente Viqueira.

## La prosa

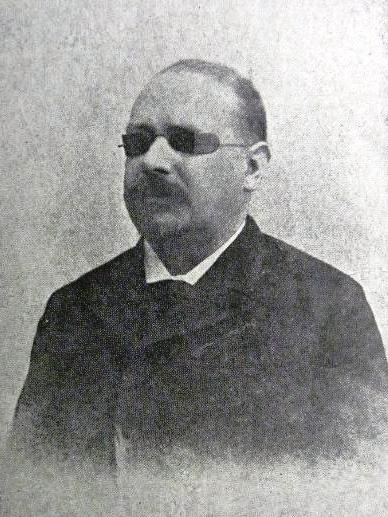
Valentín Lamas Carvajal fundó O Tío Marcos da Portela.

A pesar de que la prosa periodística en lengua gallega ya venía existiendo desde el Prerrexurdimento y ya había sido consolidada en el Rexurdimento, con la fundación por parte de Valentín Lamas Carvajal del semanario O Tío Marcos da Portela (1876), la prosa literaria no aparecerá hasta el atardecer del Rexurdimento, con la publicación por entregas de la novela de Marcial Valladares Núñez Maxina ou a Filla Espúrea (1880). Pero la afirmación de que esta es la primera novela escrita en gallego debe ser hecha con cautela, puesto que estamos ante un libro "trilingüe" (en gallego, en español, y en la mezcla de estos dos idiomas popularmente conocida como castrapo), siendo la lengua un elemento caracterizador de los personajes (los de clase alta hablan español; los de clase media y los de clase baja que tienen algún tipo de relación con los acaudalados o con el ejército, en castrapo; y los de clase baja y/ o que viven en uno medio rural, en gallego). Precisamente el factor idiomático le impide de lleno a esta obra ser la primera novela naturalista en la cual se utiliza la lengua gallega. Y es que uno de los principales rasgos del naturalismo literario radicaba en concederle importancia a la influencia del medio. Valladares, sin embargo, nos presentará  al final del libro a una Maxina capaz de expresarse en un perfecto español mientras mantiene sus diálogos con el Marqués, a pesar de ser criada en gallego y en un medio rural y monolingüe en gallego. Así, la lengua a emplear vendría determinada por la sangre, y no por el medio. 
Por otra parte, en 1889, se publicará el primer"best seller" de la prosa gallega, el Catecismo da Doutrina Labrega Composto polo R. P. M. Fr. Marcos da Portela, Doutor en Teoloxía Campestre de Valentín Lamas Carvajal, popularmente conocido como O Catecismo do Labrego. Se trata de una obra que, reproduciendo la estructura del Catecismo de la Doctrina Católica (es decir, la estructura de pregunta-respuesta), critica el caciquismo y los males de los labradores. Aun así, no podemos pensar (a pesar del título y de la forma) que se trata de una obra anticlerical (el catolicismo de Lamas lo impedía), sino que, con O Catecismo do Labrego, Lamas Carvajal pretendió denunciar las penurias del rural gallego a través de un sistema conocido por todos los posibles lectores. Es decir, en aquella época todo el mundo (letrados y analfabetos) conocía y sabía de memoria el Catecismo. 

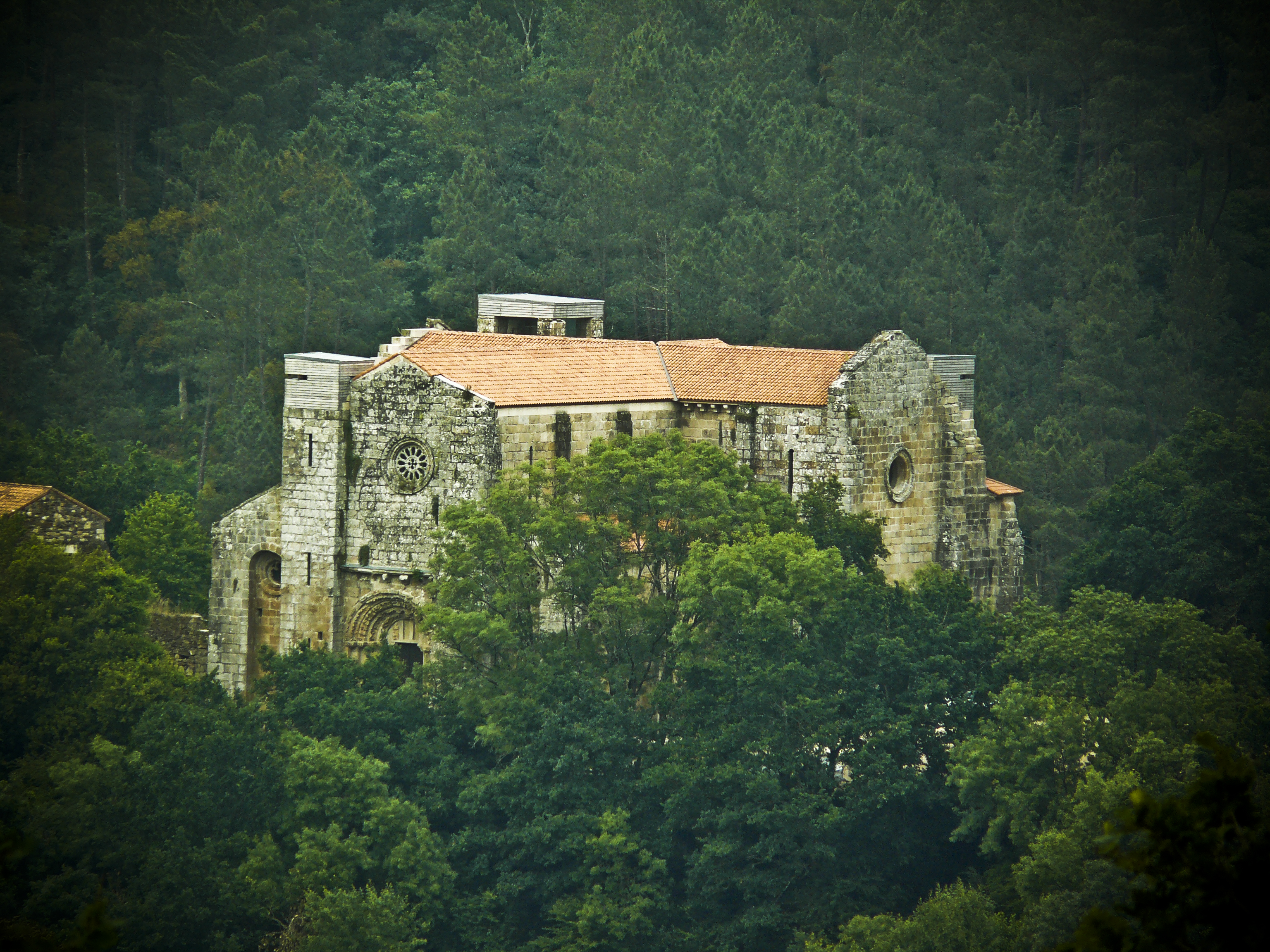
El convento de Carboeiro ambienta el Niño de Pombas de López Ferreiro

A partir de la década de 1890, van apareciendo textos interesantes para la literatura gallega, puesto que presentan una cierta diversificación temática. En este decenio va a surgir la novela histórica gallega, de la mano del cóengo Antonio López Ferreiro, autor de A Tecedeira de Bonaval (1895), O Castelo de Pambre (1895) y Niño de Pombas (1905). Andando el tiempo, hallaremos novelas de carácter costrumbrista , como ¡A Besta!(1899) de Patricio Delgado Luaces (Xan de Masma) o A Cruz de Salgueiro (1915), de Xesús Rodríguez López o los cuentos de Néveda (publicados en 1920), de Francisca Herrera Garrido. El naturalismo sí aparecerá plenamente en los cuentos naturalistas de Pé das Burgas (1904), del andaluz Francisco Álvarez de Nóvoa. La novela de temática amorosa, iniaciada por Marcial Valladares Núñez con Maxina ou a Filla Espúrea, va a ser continuada por Aurelio Ribalta en O Pastor de Dona Silvia y O Derradeiro Amore. 
Finalmente, autores como Enrique Labarta Pose, Heraclio Pérez Placer o Valentín Lamas Carvajal, escribirán obras contísticas en las que se presente, en clave humorística, lo más chocante de la realidad gallega, unida a veces a la defensa del labrador de la tierra.

## El teatro
Antes de la década de 1880, el teatro dominante en Galicia era el teatro popular, lo cual venía desde los Siglos Oscuros y que se trata en los artículos literatura gallega de los Siglos Oscuros y literatura gallega del Rexurdimento. 
Pero, a partir de este decenio (e incluso antes), Francisco María de la Iglesia vio la necesidad de crear un teatro gallego para minorías instruidas. Realmente, fue este escritor compostelano el primero que creyó necesaria la creación de un teatro gallego no popular, que combatiese la imagen negativa del gallego y de los gallegos que ofrecían las obras bilingües y en lengua española. Tanto era así, que (según Laura Tato Fontaíña) su interés por elaborar un nuevo teatro gallego le costó a  Francisco María de lana Iglesia el apodo de "Capitán Araña" (parafuseiro, embrullador,...), apodo impuesto por sus propios correligionarios. Por este motivo, este escritor dramático se vio en el deber de iniciar él sólo el teatro gallego de corte no popular. Y lo hizo con A Fonte do Xuramento, pieza estrenada en el Liceo Brigantino de la La Coruña el 13 de agosto de 1882. En 1871 José María Chao Contento estrenó en Mondoñedo Noite Boa de 1871. 
La noticia de la existencia de este tipo de dramática llegó a los oídos de la emigración gallega en Cuba. Así, en 1884 estrena en La Habana Manuel Lugrís Freire la obra A Costureira da Aldea y, en 1885 Ramón Armada Teixeiro estrenó en el Gran Teatro Tacón de la misma ciudad a pieza ¡Non Máis Emigración!. En esta obra se combinan escenas cantadas y dialogadas. Se publicó tres veces en América y una en Galicia. Una innovación es que, al igual que en el acto primero, que está ambientado en la aldea, en el segundo, ambientado en La Habana, la única lengua que se habla es el gallego. Otra innovación es que los diálogos son en prosa. 
Aparte de esto, tanto en Galicia cómo en la diáspora, se tiene (exceptuando las piezas de Francisco María de la  Iglesia) el teatro histórico de Emilio Álvarez Giménez (autor de Mari-Castaña. Unha Revolta Popular, 1884) y de Xoán Cuveiro Piñol (autor de Pedro Madruga, 1897) y los dramas de Galo Salinas (A Torre do Peito Burdelo, 1890, y ¡Filla...!, 1892). De este período intersecular es también el teatro de Xan de la Cova, lo cual merece (debido a su escasa calidad) ser poco más que mencionado. 
Mas toda esta tenue actividad dramática culminará en 1903 en la constitución de la Escuela Regional de Declamación, surgida de la mano de un grupo de jóvenes liderados por Eduardo Sánchez Miño. Esta Escuela dramática tuvo como directores  Galo Salinas (en una primera etapa) y a Manuel Lugrís Freire (sucesor de Galo Salinas). Precisamente, las disputas personales e ideológicas entre Galo Salinas y Manuel Lugrís Freire, al otro lado de la falta de apoyo del resto de escritores dramáticos gallegos sufrida por esta institución, llevó a su disolución en 1905. De todas maneras, pese a contar tan sólo con dos años de existencia, la Escuela Regional de Declamación supuso un ánimo definitivo en la construcción de un teatro gallego. 
A partir de 1905, e incluso 1915, tenemos que las representaciones de teatro gallego son esporádicas y minoritarias en Galicia. Sin embargo, la prensa regionalista de Cuba, después de la desaparición de la Escuela Regional de Declamación, comenzó a ejercer presión para que se reactivara en la emigración el teatro gallego. Y va a ser desde aquel momento cuando el actor-director-escritor dramático Nan de Allariz comience a tener un gran éxito tanto en la diáspora como en Galicia. 
Y también en esta época tendrán un importante éxito los espectáculos cómicos (aunque no ausentes de denuncia social, como por ejemplo, en Mal de Moitos) del dúo de Ferrol Charlón y Hermida, formado por Uxío Charlón y Manuel Sánchez Hermida. 
Para concluir, a partir de 1915 comenzarán a tener importancia en el ámbito dramático los coros populares, puesto que será en este año cuando Tojos y Froles se convierta en el primer coro que incluya el teatro de manera estable en sus funciones. Desde ese momento, los coros populares formarán parte activamente de la vida teatral gallega, e incluso se convertirán, en la dictadura de Miguel Primo de Rivera, en los depositarios de la misma. 
- Datos: Q3394639